# Julius Benois
Julius Benois (en russe : Юлий Юльевич Бенуа), né le 25 février 1852 à Saint-Pétersbourg et mort le 26 janvier 1929 à Vologda, est un architecte russe.